# Chirosia aconiti
Chirosia aconiti este o specie de muște din genul Chirosia, familia Anthomyiidae. A fost descrisă pentru prima dată de Ringdahl în anul 1948. Conform Catalogue of Life specia Chirosia aconiti nu are subspecii cunoscute.